# Héctor Fort
Héctor Fort García (Barcelona, 2 augustus 2006), is een Spaanse voetballer die doorgaans speelt als rechtsback. Hij stroomde door vanuit de jeugdopleiding van FC Barcelona.

## Clubcarrière
Fort werd geboren in de wijk Les Corts in Barcelona. Op vierjarige leeftijd begon hij zijn carrière bij de lokale club PB Anguera, waar hij tot zijn zevende speelde. Hierna werd hij opgenomen in La Masia, de jeugdopleiding van FC Barcelona. Hij doorliep de hele jeugdopleiding en in het seizoen 2022/23 kwam hij uit voor de Juvenil A, waar hij deelnam aan de UEFA Youth League. Het daaropvolgende seizoen begon hij bij Barça Atlètic. Hij maakte zijn debuut op 28 augustus 2023 tegen SD Logroñés, een wedstrijd die met 1-0 verloren werd in de Primera Federación. Hij trainde al snel mee met het eerste elftal en Fort maakte zijn debuut voor FC Barcelona in de UEFA Champions League op 13 december 2023 in een wedstrijd tegen Royal Antwerp, die met 3-2 werd verloren. Zijn volgende optreden was in de Copa del Rey tegen UD Barbastro op 7 januari 2024, die met 2-3 werd gewonnen. Op 27 januari maakte hij zijn debuut in de Primera División in een wedstrijd tegen Villarreal CF, die met 3-5 werd verloren.

## Interlandcarrière
Fort kwam uit voor Spanje onder 16 en 17.